# Risco sistêmico
Em finanças, risco sistêmico refere-se ao risco de colapso de todo um sistema financeiro ou mercado, com forte impacto sobre as taxas de juros, câmbio e os preços dos ativos em geral, e afetando amplamente a economia - em contraste com o risco associado a uma entidade individual, um grupo ou componente de um sistema.

## Histórico
Assim, pode ser definido como uma instabilidade  potencialmente catastrófica do sistema financeiro, causada ou exacerbada por eventos ou condições peculiares que afetem os intermediários financeiros. Riscos sistêmicos são decorrentes das interligações e da interdependência entre os agentes de um sistema ou mercado, no qual a insolvência ou falência de uma única entidade ou grupo de entidades pode provocar falências em cadeia, o que poderia levar o sistema inteiro ou o mercado como um todo à bancarrota.
Segundo o economista José Alexandre Scheinkman, da Universidade Princeton,  risco sistêmico é o risco de que um choque contra uma parte limitada do sistema (a falência de uma grande instituição financeira, por exemplo) se propague por todo o sistema financeiro, levando a uma reação em cadeia de falências e à quebra do sistema - ou seja, uma crise sistêmica. O Comitê de Bancos da Basiléia definiu risco sistêmico como sendo aquele em que a inadimplência de uma instituição para honrar seus compromissos contratuais pode gerar uma reação em cadeia, atingindo grande parte do sistema financeiro. Esta definição pressupõe elevada exposição direta entre as instituições, de modo que a falência de qualquer uma desencadeie um "efeito cascata" sobre o sistema.
Em geral, a percepção do risco sistêmico tem origem em um sinal que é interpretado como adverso  por grande parte do mercado. Esse sinal de aumento do risco sistêmico pode ser disparado quando, por exemplo, uma grande instituição financeira não tem recursos suficientes para pagar uma segunda, fazendo com que esta não pague a uma terceira e assim por diante, em efeito dominó, o que pode levar eventualmente a uma expectativa de colapso todo o sistema financeiro, ou seja, a uma crise sistêmica, entendida como uma interrupção da cadeia de pagamentos da economia.
Portanto uma crise sistêmica é composta de dois elementos básicos: o choque inicial e o mecanismo de propagação. O choque pode atingir inicialmente uma instituição ou um mercado, propagando-se  por contágio para o Sistema Financeiro em geral, ou atingir  diversas instituições e mercados ao mesmo tempo. O mecanismo de ajustamento para um novo ponto de equilíbrio pode ser particularmente violento, representando uma ruptura completa e abrupta com o equilíbrio anterior.
A magnitude do choque inicial e o mecanismo de ajustamento determinam a intensidade do impacto da crise sobre a "'economia real', a economia dos empregos, do salários e da produção", e o bem-estar da população.
No Brasil, existem mecanismos de segurança e instrumentos desenvolvidos pelo Banco Central - como o Sistema de Pagamentos Brasileiro (SPB), e a Transferência Eletrônica Disponível (TED) -, que visam impedir que, ao fim de cada dia, haja operações financeiras não encerradas, isto é, sem transferência efetiva dos recursos financeiros envolvidos, notadamente em grandes transações.